# Paris Open 1998
Il Paris Masters 1998 è stato un torneo di tennis che si è giocato sul Sintetico indoor. È stata la 27ª edizione del Paris Masters, che fa parte della categoria ATP Super 9 nell'ambito dell'ATP Tour 1998. Il torneo si è giocato nel Palais omnisports de Paris-Bercy di Parigi in Francia, dal 2 novembre al 9 novembre 1998.

## Campioni

### Singolare
Greg Rusedski ha battuto in finale  Pete Sampras con il punteggio di 6–4, 7–6(4), 6–3

### Doppio
Mahesh Bhupathi /  Leander Paes hanno battuto in finale  Jacco Eltingh /  Paul Haarhuis con il punteggio di 7–6, 7–6